# Patrick Sontheimer
Patrick Sontheimer (* 3. Juli 1998 in Marktoberdorf) ist ein deutscher Fußballspieler, der beim 1. FC Saarbrücken unter Vertrag steht. Darüber hinaus ist der Mittelfeldspieler vierfacher deutscher Juniorennationalspieler.

## Karriere

### Vereine
Sontheimer, im Ostallgäu geboren und aufgewachsen, wurde in den Jugendabteilungen der dort ansässigen Vereine FC Ebenhofen und FC Memmingen ausgebildet; bereits in der G-Jugend begann er beim FC Ebenhofen mit dem Fußballspielen, in Memmingen war er bis zur C-Jugend, anschließend nahm ihn die mittelfränkische SpVgg Greuther Fürth in ihrem Nachwuchsleistungszentrum auf.
Mit den Junioren-Mannschaften der Fürther spielte Sontheimer als Stammspieler in der A- sowie in der B-Junioren-Bundesliga, ehe er im Oktober 2016 mit 18 Jahren seinen ersten Kurzeinsatz im Herrenbereich absolvierte, als er mit der Regionalligamannschaft der SpVgg in Augsburg gastierte.
Im Wintertrainingslager der Saison 2016/17 durfte der Mittelfeldspieler unter Trainer Janos Radoki, der ihn noch aus der U19 kannte, an der Rückrundenvorbereitung mit den Profis teilnehmen. Bereits im ersten Spiel des neuen Jahres gegen den TSV 1860 München stand Sontheimer in der Startelf und absolvierte weitere zehn Partien. Im März 2017 unterschrieb er einen bis 2020 gültigen Profivertrag.
Für die Rückrunde der Drittligaspielzeit 2018/19 wurde Sontheimer an die Würzburger Kickers verliehen. Mit der Mannschaft kam er bis ins Finale des Bayerischen Pokals gegen Viktoria Aschaffenburg, die Mannschaft gewann mit 3:0. Im Anschluss an die Spielzeit wurde der Leihvertrag zwischen Fürth und Würzburg um ein Jahr verlängert sowie um eine Kaufoption erweitert. Ende Februar 2020 zogen die Kickers die Option und Stammspieler Sontheimer verblieb dauerhaft in Würzburg. Am Ende der Saison 2019/20, in der er variabel im Mittelfeld eingesetzt wurde, stieg Sontheimer mit den Kickers in die 2. Bundesliga auf. Er hatte aufgrund einer Gelbsperre lediglich eine Ligapartie verpasst und wurde auf der Position „Mittelfeld defensiv“ zum zweitbesten Drittligaspieler in der Rangliste des deutschen Fußballs gekürt.
Sontheimer wechselte im Juli 2021 ablösefrei zum Drittligisten FC Viktoria Köln.
Nach zwei Jahren unterschrieb er beim 1. FC Saarbrücken.

### Nationalmannschaft
Sontheimer lief viermal für DFB-Juniorenteams auf.

## Erfolge
Würzburger Kickers
- Bayerischer Pokalsieger: 2019
- Aufstieg in die 2. Fußball-Bundesliga: 2020

FC Viktoria Köln
- Mittelrheinpokal-Sieger: 2022, 2023